# Hirtscheid

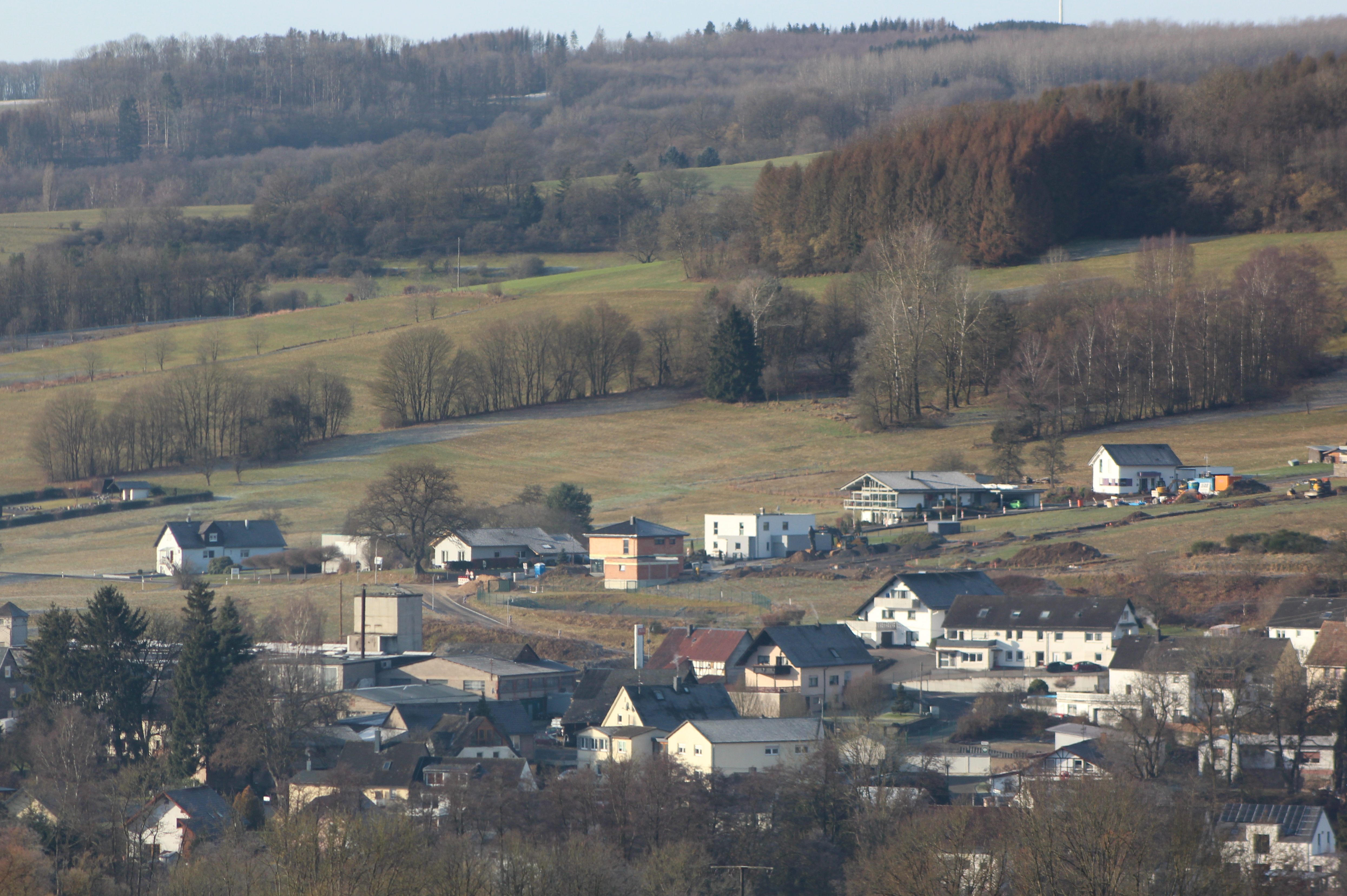
Ansicht von Hirtscheid

Hirtscheid ist ein Ortsteil der rheinland-pfälzischen Gemeinde Alpenrod im Westerwaldkreis. Sie gehört mit Alpenrod zur Verbandsgemeinde Hachenburg.

## Geographische Lage
Hirtscheid liegt etwa 2 km östlich des Hauptortes Alpenrod und etwa 5 km südöstlich von Hachenburg bei etwa 315 m. Der Ort liegt unmittelbar linksseitig des Enspelerbach (auch Hornister oder Hornnister genannt), die im nördlichen Ortsgebiet der Nister zufließt. Der nächstgelegene Ort ist der Nistertaler Ortsteil Erbach, der etwa 500 m östlich liegt. Der Nistertaler Ortsteil Büdingen liegt etwa 1 km südlich von Hirtscheid.

## Geschichte
Erstmals erwähnt wird Hirtscheid 1662, als eine Mühle zur Hirtscheid in einer Urkunde verzeichnet wird. Diese Mühle, an der Stelle der heutigen Talmühle, entstand 1521. 1788 entstand der Neubau der Talmühle, sie unterstand als Zwangsmühle der sayn-hachenburgischen Landesherrschaft. Insgesamt gab es in Hirtscheit je zwei Mahl-, Öl- und Schneidmühlen, deren Mühlen meist über den Mühlengraben, einem linksseitigen Abzweig der Hornister und späterem Zufluss der großen Nister, gespeist wurden. 1707 gab es im Ort fünf Häuser und 1793 ist eine lutherische Dingschule erwähnt, die 7–10 Kinder unterrichtete und die bis 1817 bestand, als die Schulen der Gemeinde (Dehlingen und Hirtscheid) nach der nassauischen Schulordnung in Alpenrod zusammengeführt wurden. 1885 wurden in der Alpenroder Schule 13 Schüler aus Dehlingen gezählt, die im Winter von einem Wanderlehrer in Hirtscheid einklassig unterrichtet wurden. Die Einweihung des Neubaus fand 1923 statt. 1935 wurde die Hirtscheider Schule geschlossen, die Kinder mussten in Erbach zur Schule gehen. Von 1957 bis 1968 war die Hirtscheider Schule nochmal aktiv, danach mussten die Schüler bis zur vierten Klasse nach Alpenrod, danach nach Hachenburg.

## Sehenswürdigkeiten

### Kulturdenkmäler

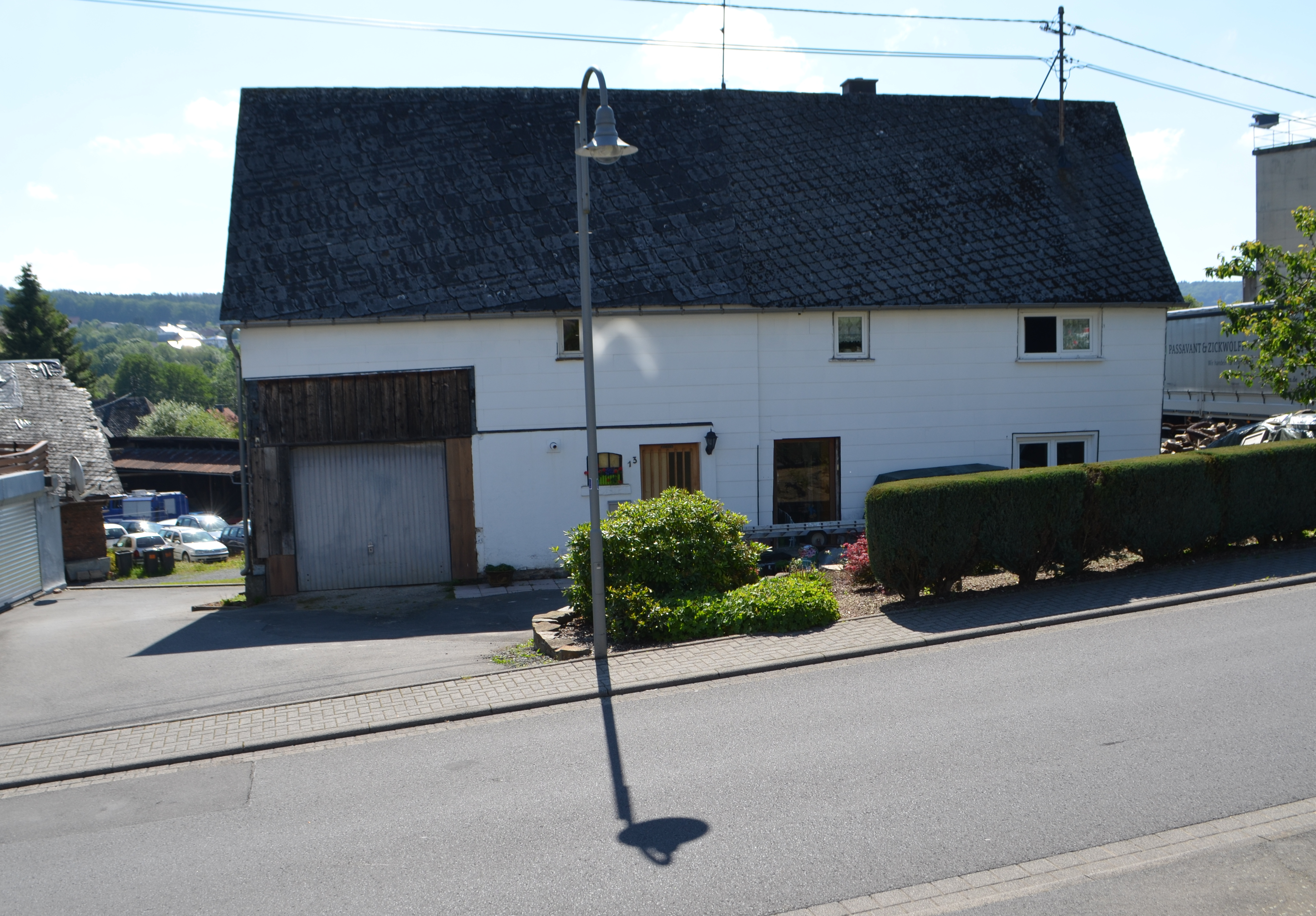
Quereinhaus Büdinger Straße 13, Kulturdenkmal in Alpenrod

In Hirtscheid gibt es ein Kulturdenkmal. Es handelt sich um ein Fachwerk-Quereinhaus in der Büdinger Straße 13, das wohl aus dem 18. Jahrhundert stammt.

## Verkehr
Hirtscheid liegt an der Landesstraße L 281, die von Langenhahn nach Hachenburg führt, und an der Kreisstraße K 67, die von Nistertal nach Alpenrod führt.

## Söhne und Töchter von Hirtscheid
- Albert Klöckner (* 4. April 1874 in Hirtscheid; † 28. April 1957 in Köln), Architekt bei Helbig & Klöckner
- Erich Klöckner (* 22. November 1913 in Hirtscheid; † 20. November 2003 in Wolnzach), deutscher Flugpionier

## Bilder

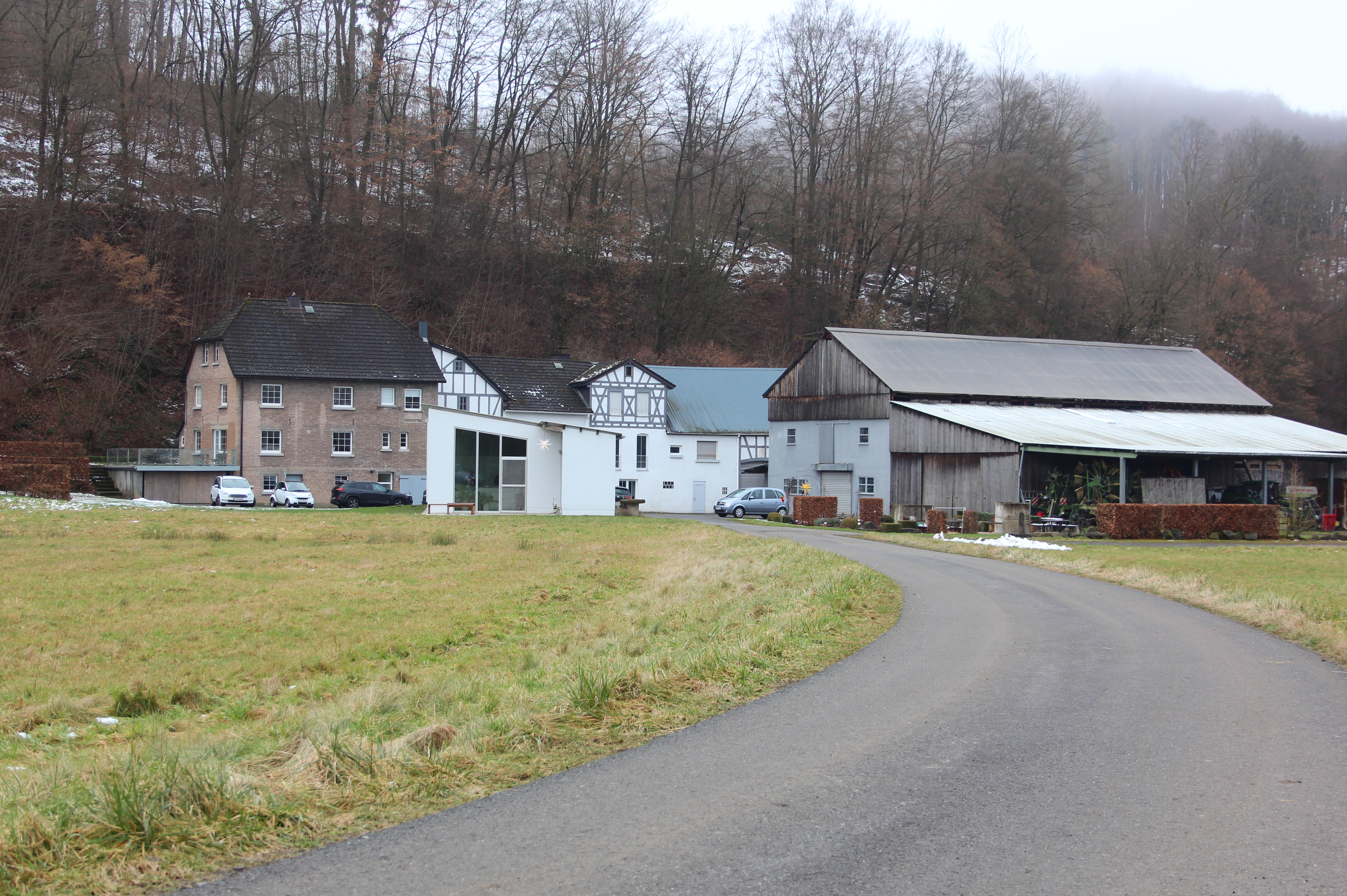
Die heutige Talmühle in Hirtscheid, auch Panthelsmühle genannt
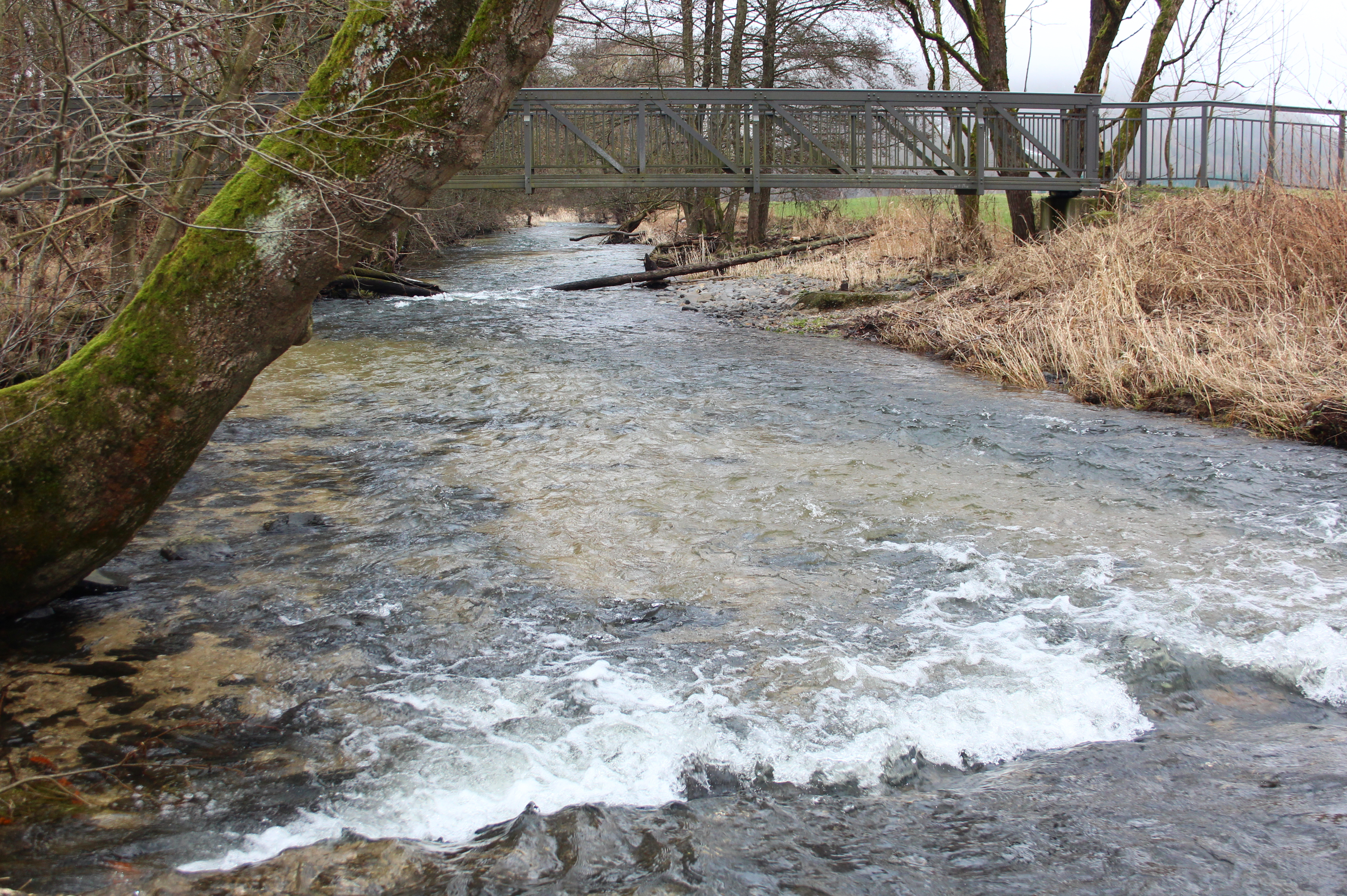
Die Nister in Hirtscheid
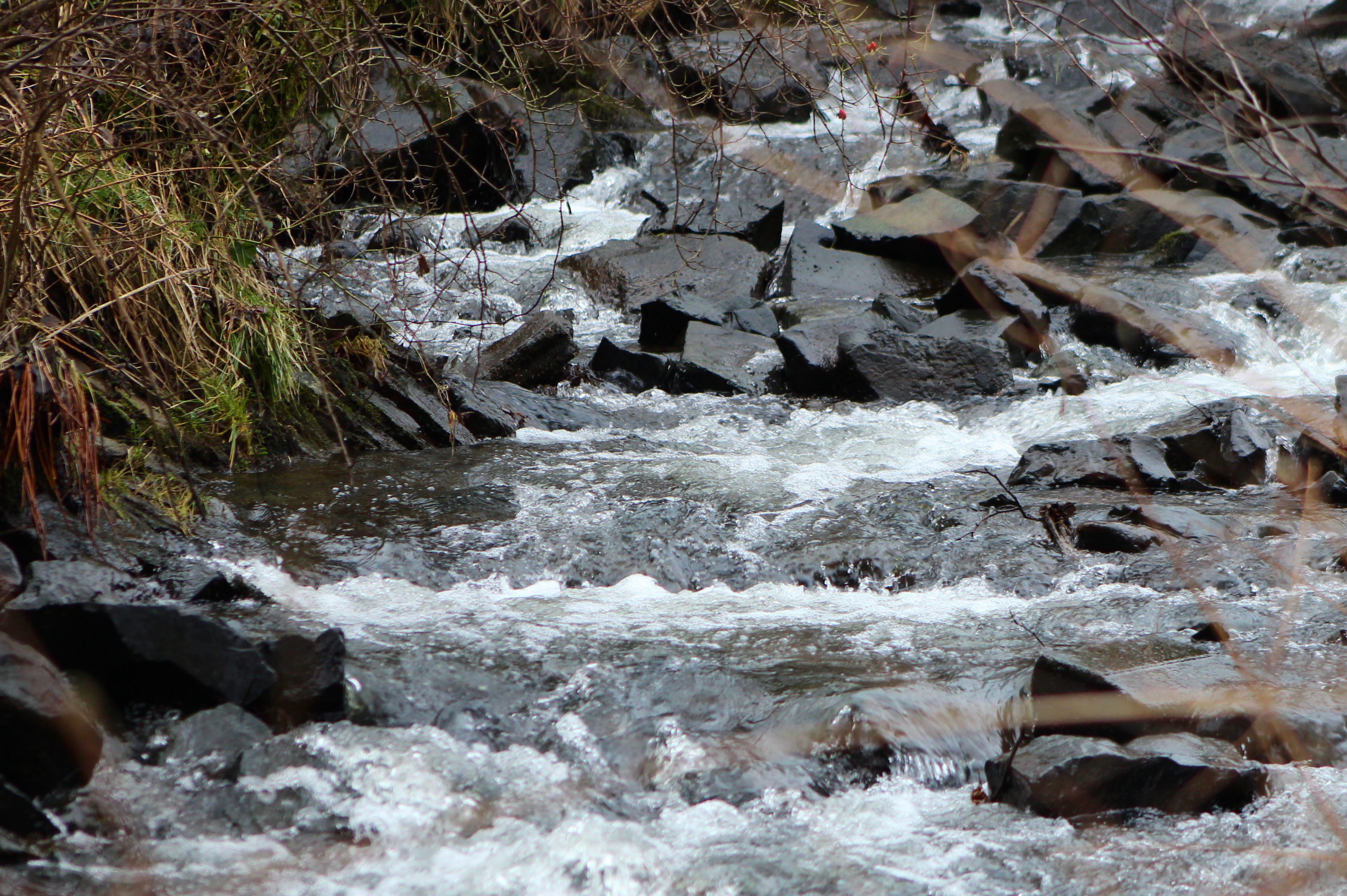
Der Enspeler Bach (Hornister) in Hirtscheid
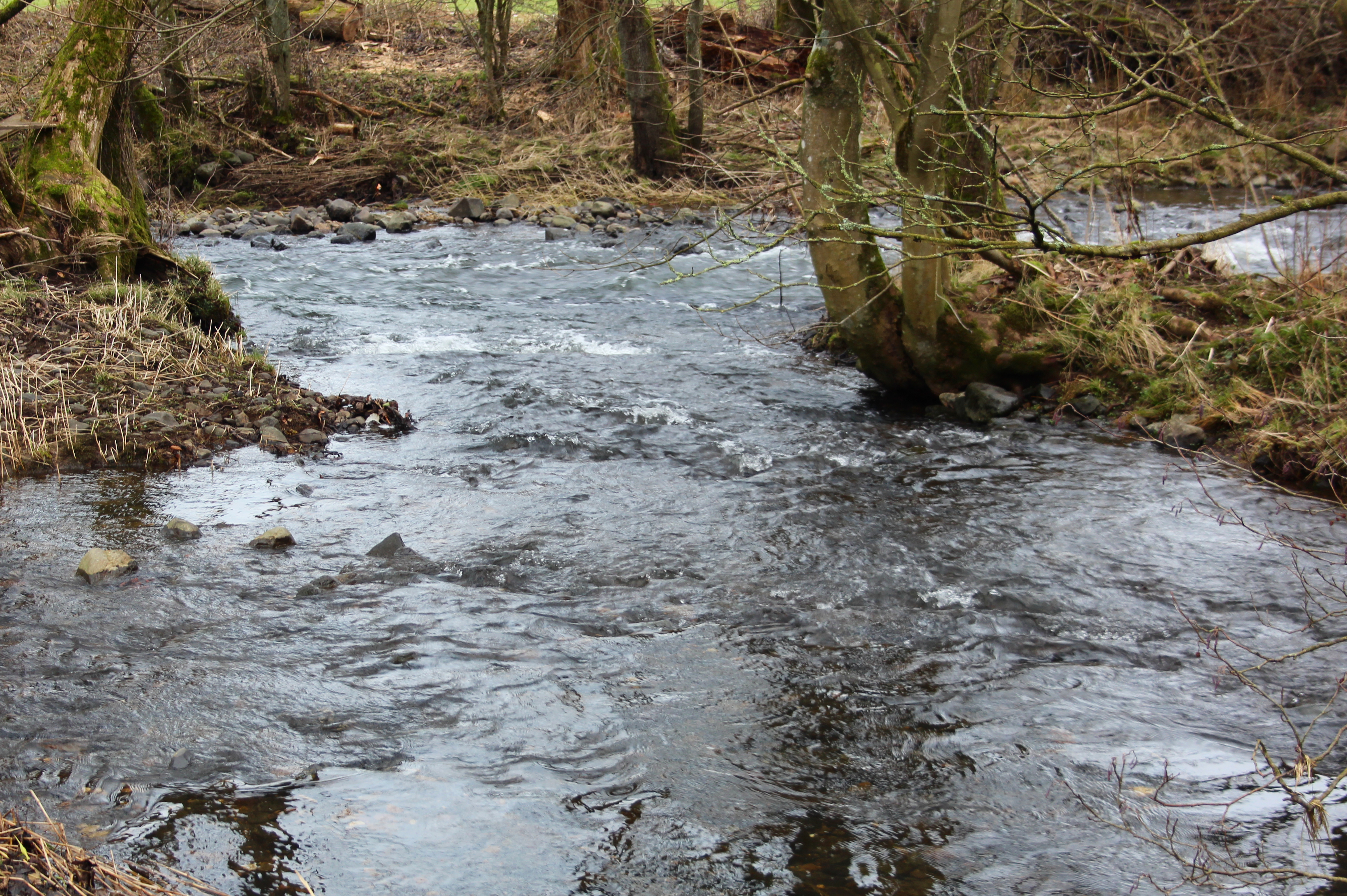
Zufluss des Enspeler Bach (Hornister, unten)